# Komet (Dresden)

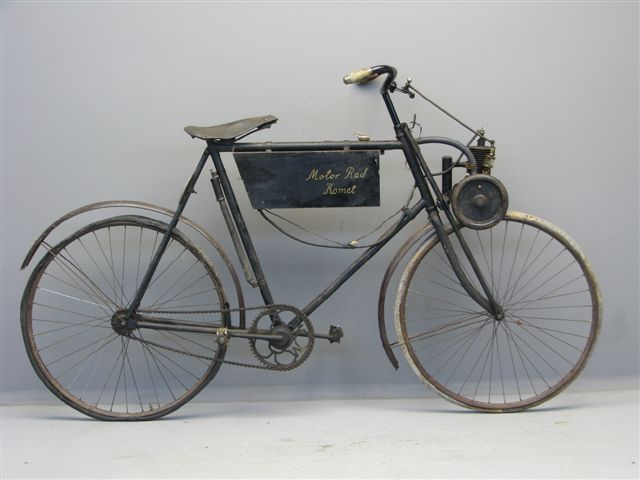
Komet uit 1902

Komet is een historisch merk van motorfietsen.
Kirschner & Co Fahrradwerke, later Komet Fahrradwerke, Dresden (1902-1905).
Een van de eerste Duitse merken die tweetaktmotoren toepasten. Dit waren  in licentie gebouwde Ixion-blokken van 1-, 3- en 4 pk. 
In de Sovjet-Unie werden ook motorfietsen onder de naam Komet gemaakt, zie Komet (Kovrovsk).